# Gorawino
Gorawino (deutsch Gervin) ist ein Dorf in der polnischen Woiwodschaft Westpommern. Es liegt im Gebiet der Gmina Rymań (Landgemeinde Roman) und gehört mit dieser zum Powiat Kołobrzeski (Kolberger Kreis).

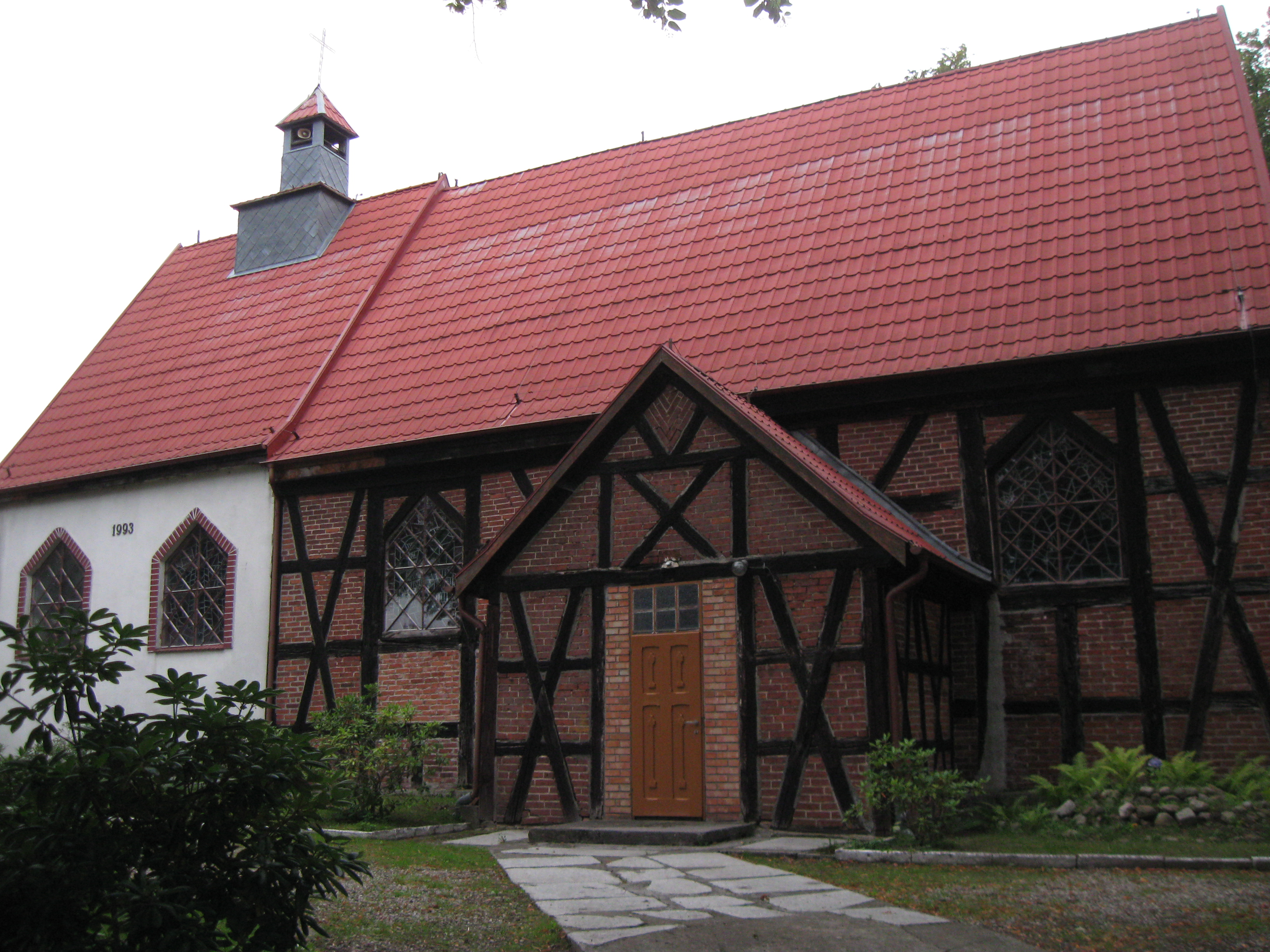
Dorfkirche, bis 1946 evangelisches Gotteshaus, auch für die Bewohner von Schwedt

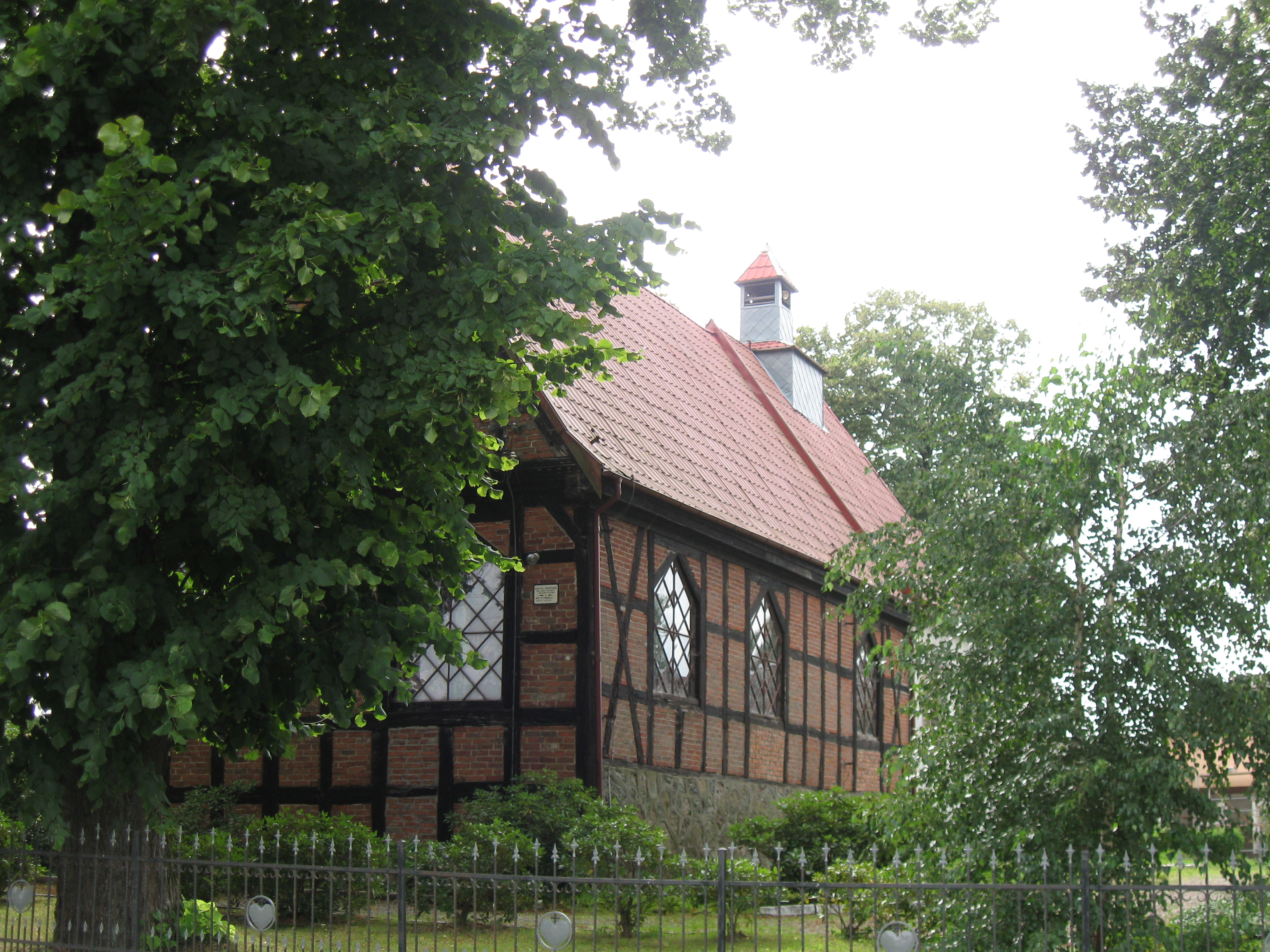
Dorfkirche, aus anderer Blickrichtung (Aufnahme 2013)

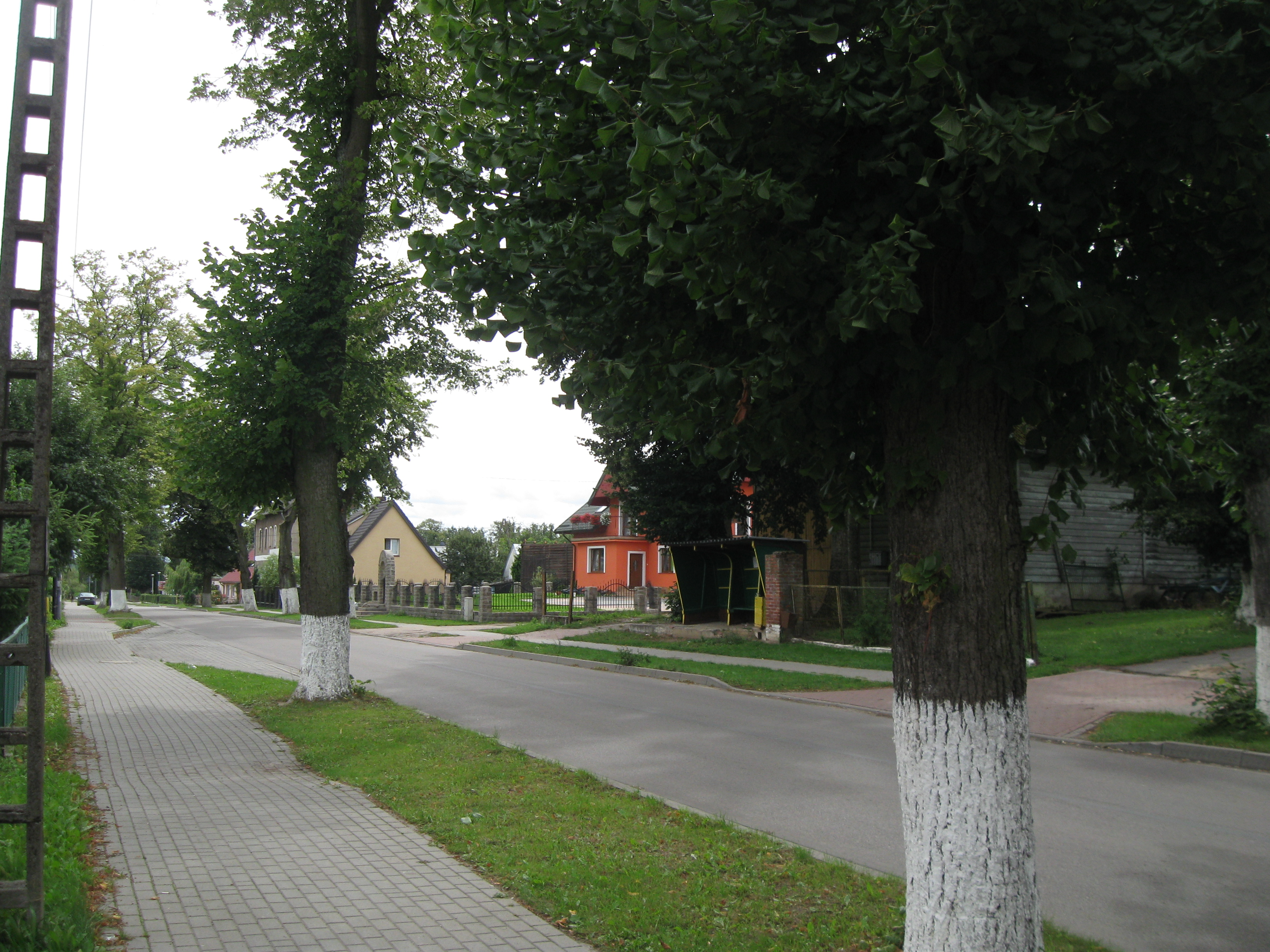
Ortsbild (Aufnahme von 2013)

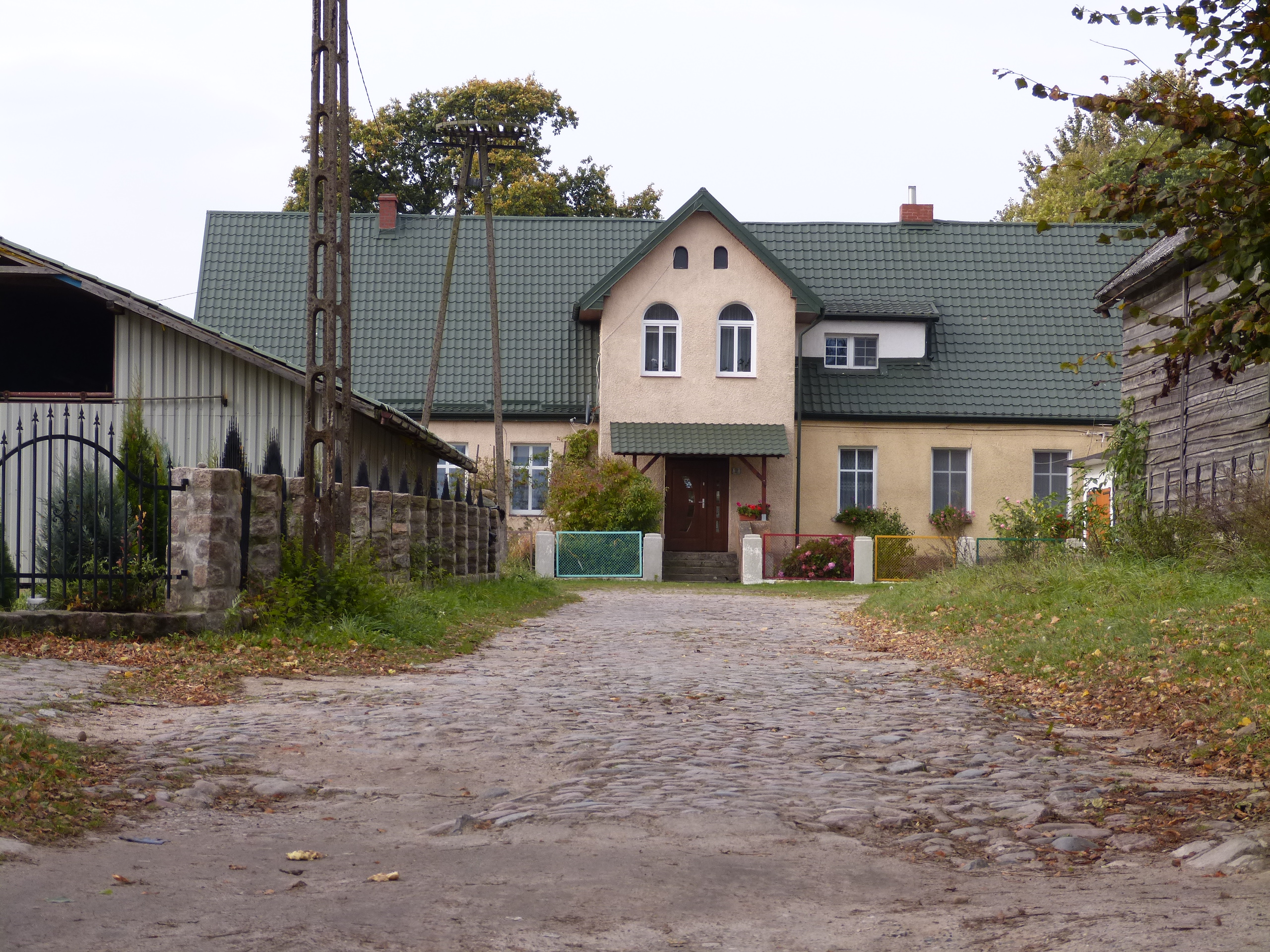
Ehemaliges Gutshaus: Gut A

## Geographische Lage
Das Dorf liegt in Hinterpommern, etwa 80 Kilometer nordöstlich von Stettin (Szczecin) und etwa 20 Kilometer südlich von Kołobrzeg (Kolberg), umgeben von landwirtschaftlich genutzten Flächen. Nachbarorte sind im Norden Białokury (Baldekow), im Osten Drozdowo (Drosedow), im Südwesten Starnin (Sternin) und im Westen Jarkowo (Jarchow). Zum Dorf gehört der etwa zwei Kilometer südlich liegende Wohnplatz Rębice (Birkhain).
Südlich des Dorfes fließt von Ost nach West der Ückerbach.

## Geschichte
Das Dorf wurde erstmals in einer Urkunde aus dem Jahre 1224 erwähnt, mit der Herzogin Anastasia, die Witwe Herzog Bogislaws I. von Pommern, dem Kloster Belbuck Landbesitz zur Gründung eines Nonnenklosters, des späteren Klosters Marienbusch, überwies. Zu dem in der Urkunde genannten Besitz gehörte auch das hier Jorewino genannte Dorf.
Die Schenkung wurde durch ihre Enkel, die Herzöge Barnim I. und Wartislaw III., mit einer Urkunde aus dem Jahre 1227 leicht abgewandelt bestätigt. Das Dorf erschien hier unter dem Namen Gozewino,
ebenso in einer weiteren Besitzbestätigung durch Herzog Wartislaw III. aus dem Jahre 1240.
Die späteren Nachrichten zum Besitz lassen kein klares Bild erkennen. Denn im Jahre 1262 wurde das Dorf in einer Besitzbestätigung Herzog Barnims I. für das Kloster Belbuck aufgeführt und im Jahre 1276 führte Bischof Hermann von Gleichen Einkünfte aus dem Dorf in einer Besitzbestätigung für das Kolberger Domkapitel auf.
Jedenfalls war das Dorf spätestens ab dem 16. Jahrhundert im Besitz der adligen Familie Manteuffel. Im 17. und 18. Jahrhundert zogen die Manteuffels einige Bauernhöfe ein und entwickelten einen Gutsbetrieb. Gegen Ende des 17. Jahrhunderts wurde der Besitz geteilt und es entstanden die Anteile Gervin A und Gervin B mit je eigenem Gutsbetrieb.
Gervin A blieb im Besitz der Manteuffels, bis es 1737 durch den Landrat Ewald von Manteuffel verkauft wurde. Gervin A ging danach durch verschiedene Hände, bis es 1889 durch einen Konsul Lehmann gekauft wurde. Zeitweise gehörte zu Gervin A das Vorwerk Grünhof, das aber um 1875 aufgegeben wurde.
Gervin B kam bereits Ende des 17. Jahrhunderts in andere Hände. Unter den verschiedenen Besitzern war unter anderem der Landrat Caspar Gideon von Lettow (ab 1725), ferner Angehörige der adligen Familien Wachholtz und Steinkeller. Um 1850 wurde das Vorwerk Birkhain etwa zwei Kilometer südlich des Dorfes angelegt. 1897 wurde das Gut durch eine Bank gekauft.
Gegen Ende des 19. Jahrhunderts wurden die beiden Rittergüter Gervin A und Gervin B in kleinere Hofstellen aufgeteilt und verkauft. Im Rahmen dieser Aufsiedlung entstanden zahlreiche Hofstellen außerhalb des Dorfes, verteilt in der Feldmark.
Gervin wurde im Jahre 1818 aus dem Kreis Greifenberg in den Kreis Fürstenthum umgegliedert. Bei der Auflösung des Kreises Fürstenthum im Jahre 1871 kam Gervin zum Kreis Colberg-Cörlin. Ab dem 19. Jahrhundert bestanden die Gutsbezirke Gervin A und B sowie die Landgemeinde Gervin nebeneinander. Nach der Aufsiedlung der beiden Rittergüter wurden die Gutsbezirke um das Jahr 1900 herum in die Landgemeinde Gervin eingegliedert. Der Gutsbezirk Gervin A umfasste zuletzt (Stand 1895) 298 Hektar mit 161 Einwohnern, der Gutsbezirk Gervin B 616 Hektar mit 156 Einwohnern.
Bis 1945 bildete Gervin mit dem Wohnplatz Birkhain eine Gemeinde im Landkreis Kolberg-Körlin des Regierungsbezirks Köslin der Provinz Pommern im Deutschen Reich. Gervin war Sitz des Amtsbezirks Gervin.
Gegen Ende des Zweiten Weltkriegs wurde Gervin Anfang März 1945 durch die Rote Armee besetzt. Nach dem Krieg wurde Gervin, wie ganz Hinterpommern, seitens der sowjetischen Besatzungsmacht der Volksrepublik Polen zur Verwaltung unterstellt. Polnische Bürger nahmen ab Herbst 1945 die Häuser in Besitz. Die Dorfbevölkerung wurde zu einem großen Teil mit einem Transport am 1. Dezember 1945 von der polnischen Administration vertrieben, die übrige einheimische Bevölkerung schrittweise bis 1948. Der Ortsname wurde als Gorawino polonisiert.

### Demographie

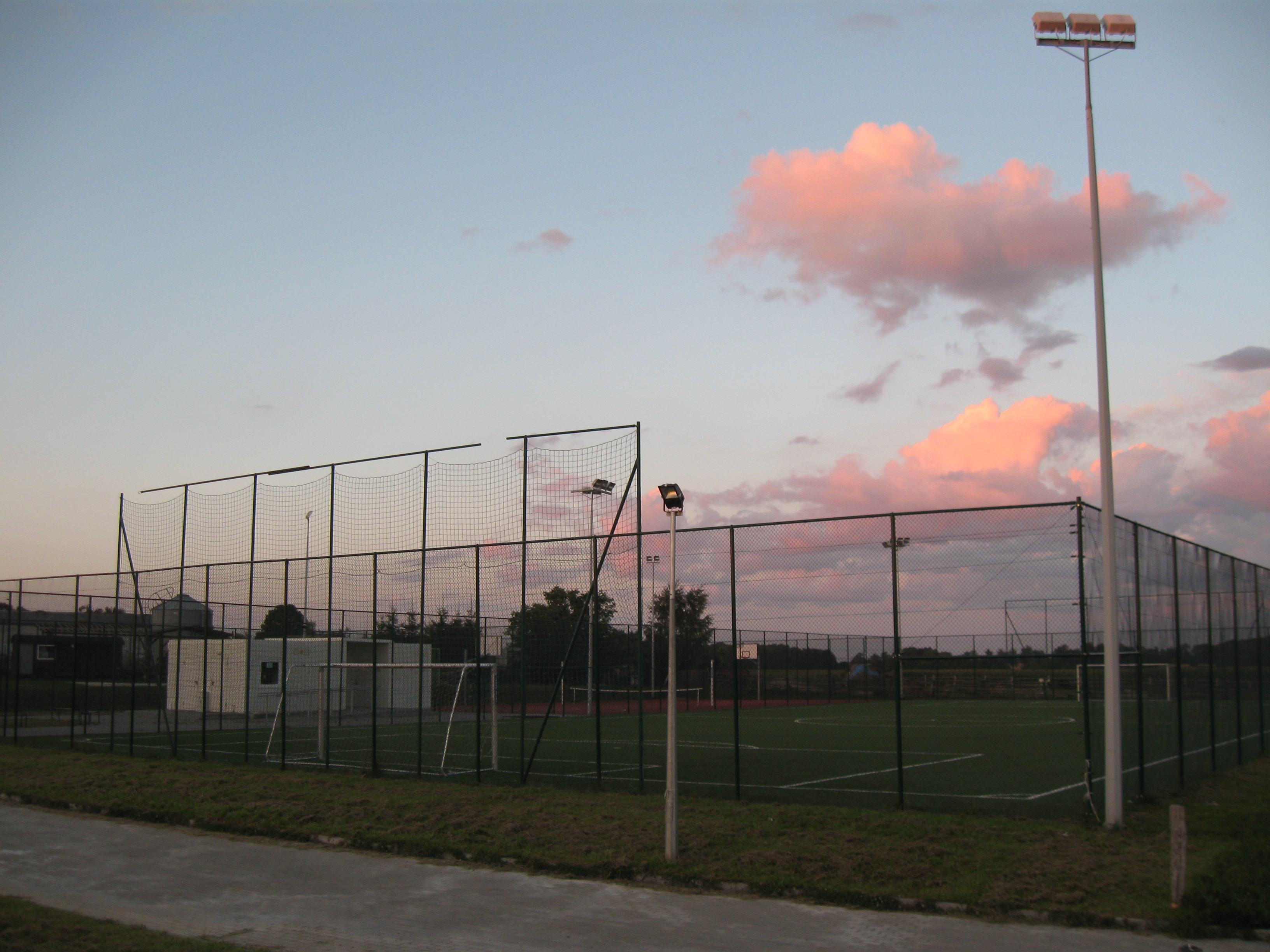
Sportplatz

| Jahr | Einwohner | Anmerkungen                                |
| ---- | --------- | ------------------------------------------ |
| 1700 | 219       | [ 8 ]                                      |
| 1782 | –         | 24 Feuerstellen (Haushaltungen)            |
| 1816 | 177       | [ 9 ]                                      |
| 1855 | 343       | [ 9 ]                                      |
| 1867 | 362       | [ 9 ]                                      |
| 1905 | 580       | [ 9 ]                                      |
| 1923 | 478       | [ 9 ]                                      |
| 1925 | 544       | davon 541 Evangelische und drei Katholiken |
| 1933 | 543       | [ 7 ]                                      |
| 1939 | 560       | [ 7 ]                                      |

| Jahr      | 2013 | 2020 |
| --------- | ---- | ---- |
| Einwohner | 671  | ?    |

## Kirche

### Kirchengebäude
Die Dorfkirche ist ein Fachwerkbau mit hölzernem Westturm. Sie wurde wohl in der Zeit des Dreißigjährigen Krieges gebaut.

### Evangelisches Kirchspiel
Vor 1945 war Gervin Sitz eines evangelischen Kirchspiels mit etwa 1200 Mitgliedern. Zu dem Kirchspiel gehörten neben Gervin die Dörfer Baldekow und Schwedt sowie drei Höfe aus der benachbarten Gemeinde Sternin. Die Dorfkirche in Gervin war das einzige Kirchengebäude des Kirchspiels.
Das Kirchenpatronat war auf mehrere Anteile verteilt: 9/24 lagen ursprünglich beim Gutsbesitzer von Baldekow; dieser Anteil wurde vor 1945 abgelöst und das Stimmrecht nahm der Gemeindekirchenrat selber wahr. 2/24 lagen beim Gut Gervin A, 6/24 beim Gut Gervin B und nach Aufteilung der Güter jeweils bei den Nachfolgebesitzern. 3/24 lagen beim Gut Sternin und 4/24 beim Gut Kienow, nach Aufteilung der Güter jeweils bei den Nachfolgebesitzern, wobei Sternin überwiegend nicht und Kienow gar nicht zum Kirchspiel gehörte.